# Michael Keith, 13. Earl of Kintore
Michael Canning William John Keith, 13. Earl of Kintore (* 22. Februar 1939; † 30. Oktober 2004) war ein britischer Peer und Politiker.

## Leben und Karriere
Keith war der ältere Sohn des James Ian Keith, 12. Earl of Kintore (1908–1989), aus dessen Ehe mit Delia Virginia Loyd (1915–2007). Er besuchte das Eton College.
Er durchlief eine Kadettenausbildung am Royal Military Academy Sandhurst und wurde anschließend als Offizier der Coldstream Guards in die British Army aufgenommen. Er erreichte dort den Rang eines Lieutenant. Als Heir apparent seines Vaters führte er von 1974 bis 1989 den Höflichkeitstitel Master of Inverurie. 1993 verlieh ihm die University of Aberdeen die Ehrendoktorwürde eines Doctor of Law (LL.D.).
Beim Tod seines Vaters 1989 erbte er dessen Adelstitel als 13. Earl of Kintore und den damals damit verbundenen Sitz im House of Lords. Er folgte seinem Vater zudem als Chief des Clan Keith. Im Parlament schloss er sich der Fraktion der Crossbencher an. Seinen Sitz nahm er erstmals am 16. Mai 1990 ein. Seine Antrittsrede hielt er am 12. Februar 1992 zur schottischen Wirtschaft. Zuletzt sprach er dort am 8. November 1999, bevor er seinen Sitz durch den House of Lords Act 1999 verlor. Bei den Wahlen für einen der verbleibenden Sitze trat er erfolglos an. Er erreichte Platz 35 bei 28 Sitzen für die Crossbencher.
Er lebte auf dem Stammsitz seiner Familie, Keith Hall in Inverurie, Aberdeenshire. Keith starb am 30. Oktober 2004 im Alter von 65 Jahren.

## Ehe und Nachkommen
Keith heiratete am 9. Oktober 1972 Mary Plum († 2006), Tochter von Elisha Gaddis Plum (⚔ 1945), Squadron Leader der Royal Air Force Volunteer Reserve. Sie hatten zwei Kinder:
- James William Falconer Keith, 14. Earl of Kintore (* 1976);
- Lady Iona Delia Mary Gaddis Keith (* 1978).